# Corcelles-lès-Cîteaux
Corcelles-lès-Cîteaux är en kommun i departementet Côte-d'Or i regionen Bourgogne-Franche-Comté i östra Frankrike. Kommunen ligger i kantonen Gevrey-Chambertin som tillhör arrondissementet Dijon. År 2022 hade Corcelles-lès-Cîteaux 831 invånare.

## Befolkningsutveckling
Antalet invånare i kommunen Corcelles-lès-Cîteaux
Referens:INSEE